# Kristian Pulli
Kristian Henri Mikael Pulli (* 2. September 1994 in Jämsä) ist ein finnischer Leichtathlet, der sich auf den Weitsprung spezialisiert hat. In dieser Disziplin ist er Inhaber des Nationalrekords.

## Leben
Kristian Pulli stammt aus der Stadt Jämsä, wo er 2013 die Schule abschloss. Anschließend leistete er in Lahti beim Hämeen rykmentti seinen Militärdienst ab. Später studierte er an der Technischen Universität in Tampere. Bevor er sich ganz auf die Leichtathletik konzentrierte betrieb er einst Fußball, Eishockey, Skispringen und Orientierungslauf. Pulli trainiert in Helsinki unter der Anleitung seines Vaters.

## Sportliche Laufbahn
Pulli trat erstmals 2010 in einem internationalen Wettkampf im Dreisprung an. Damals gewann er die Silbermedaille beim Schwedisch-Finnischen-Wettkampf in der Altersklasse U18. Ein Jahr später konnte er sich im Weitsprung auf über sieben Meter verbessern. Im Dreisprung wurde er im Februar zunächst finnischer U18-Hallenmeister und trat in dieser Disziplin dann auch bei beim Europäischen Olympischen Sommer-Jugendfestival in Trabzon an. Dort konnte er in das Finale einziehen, in dem er mit neuer Bestleistung Neunter wurde. Bis Ende des Jahres verbesserte er sich bis auf 14,96 m. 2012 verbesserte er sich im Weitsprung mit 7,51 m um fast einen halben Meter im Vergleich zur Vorsaison und wurde im August finnischer U20-Meister. Im Dreisprung konnte er sich ebenfalls deutlich steigern. Bei den Hallenmeisterschaften der Erwachsenen wurde er Dritter, in der Freiluft später im Sommer, sogar Zweiter. Dabei sprang er im Finale mit 15,59 m Bestleistung. Im Frühjahr 2013 siegte Pulli im Dreisprung bei den Hallenmeisterschaften der Erwachsenen und trat in der Folge auch in dieser Disziplin bei den U20-Europameisterschaften in Rieti an. Dabei konnte er sich im Finale auf 15,88 m steigern und gewann damit die Silbermedaille. Bis zum Jahresende steigerte er sich noch auf 15,91 m. Im August wurde er dann auch Weitsprung erstmals finnischer Meister.
Seit der Saison 2014 tritt er überwiegend im Weitsprung an, konnte in diesem Jahr allerdings erstmals über 16 Meter im Dreisprung springen. Im Finale der Nordischen Leichtathletik-Meisterschaft in Kopenhagen, bei denen er siegreich war, sprang er mit 7,89 m Bestleistung. 2015 trat er in seinen beiden Spezialdisziplinen bei den U23-Europameisterschaften in Tallinn an. Zunächst startete er im Weitsprung, in dem er allerdings deutlich hinter seinen zuvor gesprungenen Weiten zurückblieb. So schied er nach der Qualifikation aus und belegte den insgesamt 13. Platz. Ein paar Tage später konnte er im Dreisprung in das Finale einziehen. Darin kam er dann nicht über 15,84 m hinaus und wurde Neunter. 2016 konnte er sich in Südafrika auf 7,92 m steigern. 2017 gelang ihm dann im Juli in Spanien erstmals ein Wettkampfsprung über die Acht-Meter-Marke, nachdem er im spanischen Monachil 8,07 m aufstellte. Im August trat er bei der Universiade in Taipeh an, kam dort allerdings nicht über die Qualifikation hinaus.
2018 konnte er nicht erneut über acht Meter springen, qualifizierte sich allerdings dennoch für die Europameisterschaften in Berlin. Dabei kam er in der Qualifikation allerdings nur auf 7,68 m und schied damit als 19. aus. 2019 konnte er sich dann auf 8,10 m steigern. Im ersten Wettkampf 2020, der aufgrund der COVID-19-Pandemie erst im Juni stattfinden konnte, sprang Pulli mit 8,27 m direkt einen neuen Nationalrekord, der zuvor von Tommi Evilä mit 8,22 m gehalten wurde. Im Vorfeld der Saison nahm Pulli einen Wechsel seiner Sprungtechnik vor. 2021 trat er im März bei den Halleneuropameisterschaften im polnischen Toruń an. Im Finale gelang es ihm dabei mit 8,24 m einen neuen Nationalrekord aufzustellen, mit dem er die Bronzemedaille gewinnen konnte. Ende Juli trat er in Tokio zum ersten Mal bei den Olympischen Sommerspielen an. Mit 7,96 m in der Qualifikation zog er als Letzter in das Finale der zwölf Besten ein. Darin belegte er anschließend mit 7,92 m den neunten Platz.
Im Frühjahr 2022 startete er bei den Hallenweltmeisterschaften in Belgrad und landete bei seinem ersten Wettkampf des Jahres auf dem elften Platz. Später im Juli trat er in den USA zu seinen ersten Weltmeisterschaften an. In der Qualifikation kam er dort nicht über 7,56 m hinaus, wodurch er weit abgeschlagen den 26. Platz belegte. Einen Monat später trat er bei den Europameisterschaften in München an, wobei er mit 7,70 den Finaleinzug verpasste. 2023 verpasste er auch bei den Halleneuropameisterschaften in Istanbul den Einzug in das Finale. Auch 2024 bei den Europameisterschaften in Rom schied er nach der Qualifikation aus.
Pulli gewann bislang insgesamt sechs nationale Meistertitel, fünfmal im Weitsprung (4× Freiluft, 1× Halle) und einmal im Dreisprung (Halle).

## Wichtige Wettbewerbe
| Jahr                 | Veranstaltung                                  | Ort                  | Platz                | Disziplin            | Weite                |
| Startet für Finnland | Startet für Finnland                           | Startet für Finnland | Startet für Finnland | Startet für Finnland | Startet für Finnland |
| -------------------- | ---------------------------------------------- | -------------------- | -------------------- | -------------------- | -------------------- |
| 2011                 | Europäisches Olympisches Sommer-Jugendfestival | Trabzon              | 9.                   | Dreisprung           | 14,75 m              |
| 2013                 | U20-Europameisterschaften                      | Rieti                | 2.                   | Dreisprung           | 15,88 m              |
| 2015                 | U23-Europameisterschaften                      | Tallinn              | 13.                  | Weitsprung           | 7,21 m               |
| 2015                 | U23-Europameisterschaften                      | Tallinn              | 9.                   | Dreisprung           | 15,84 m              |
| 2017                 | Universiade                                    | Taipeh               | 13.                  | Weitsprung           | 7,61 m               |
| 2018                 | Europameisterschaften                          | Berlin               | 19.                  | Weitsprung           | 7,68 m               |
| 2021                 | Halleneuropameisterschaften                    | Toruń                | 3.                   | Weitsprung           | 8,24 m               |
| 2021                 | Olympische Sommerspiele                        | Tokio                | 9.                   | Weitsprung           | 7,92 m               |
| 2022                 | Hallenweltmeisterschaften                      | Belgrad              | 11.                  | Weitsprung           | 7,76 m               |
| 2022                 | Weltmeisterschaften                            | Eugene               | 26.                  | Weitsprung           | 7,56 m               |
| 2022                 | Europameisterschaften                          | München              | 14.                  | Weitsprung           | 7,70 m               |
| 2023                 | Halleneuropameisterschaften                    | Istanbul             | 15.                  | Weitsprung           | 7,66 m               |
| 2024                 | Europameisterschaften                          | Rom                  | 17.                  | Weitsprung           | 7,90 m               |

## Persönliche Bestleistungen
Freiluft
- Weitsprung: 8,27 m, 11. Juni 2020, Espoo, (finnischer Rekord)
- Dreisprung: 16,07 m, 13. Juli 2014, Kuortane

Halle
- Weitsprung: 8,24 m, 5. März 2021, Toruń, (finnischer Rekord)
- Dreisprung: 15,81 m, 28. Januar 2017, Jyväskylä